# 黃翅象沫蟬
黃翅象沫蟬（学名：Philagra subrecta）为尖胸沫蟬科象沫蟬屬下的一个种。